# Ring of Fire (groupe)
Pour les articles homonymes, voir Ring of Fire (homonymie).
Ring of Fire est un groupe américain de power metal, originaire de Chula Vista, en Californie.

## Histoire
Formé en 2000, le groupe est dirigé par Mark Boals, ancien collaborateur d'Yngwie Malmsteen, après la sortie de son album solo Ring of Fire. Le groupe comprend également le guitariste Tony MacAlpine, le batteur Virgil Donati de Planet X, le bassiste Philip Bynoe, lauréat d'un Grammy Award, et le claviériste Steve Weingart. Ring of Fire compte trois albums studio entre 2001 et 2004, ainsi qu'un album live, Burning Live In Tokyo 2002. 
Après la séparation du groupe, Boals, MacAlpine et Donati forment Seven the Hardway. Boals, MacAlpine et le claviériste Vitalij Kuprij reviennent en 2014 avec leur quatrième album studio Battle of Leningrad,,,. Après huit ans sans album, le groupe sort Gravity en 2022, toujours chez Frontiers Music,,,, accompagné du clip du morceau Storm of the Pawns.

## Discographie

### Albums studio
- 2001 : The Oracle (Avalon)
- 2002 : Dreamtower (Frontiers Music)
- 2004 : Lapse of Reality (King Records)
- 2014 : Battle of Leningrad (Frontiers Music)
- 2022 : Gravity (Frontiers Music)

### Albums live
- 2002 : Burning Live in Tokyo 2002 (Frontiers/Marquee)